# Ebraica textelor mișnaice
Ebraica mișnaică este un dialect al textului cărților Mișna și corespunde perioadei Imperiului Roman de după distrugerea Templului lui Solomon din Ierusalim. Este de asemenea cunoscută ca ebraica tannaiților sau ebraica rabinică timpurie.